# Hartman Toromba
Hartman Toromba (Windhoek, 2 novembre 1984) è un ex calciatore namibiano, difensore.

## Carriera

### Nazionale
Ha collezionato 35 presenze in Nazionale.